# Batalha de Eylau
A batalha de Eylau ou Batalha de Preussisch Eylau ocorreu em 7 de fevereiro de 1807, próxima à cidade de Preußisch Eylau, na Prússia Oriental, atualmente no Óblast de Kaliningrado, na Rússia. Nesta batalha sangrenta, opuseram-se, com resultados indefinidos, o exército de Napoleão Bonaparte e o exército russo sob o comando do general Benningsen.

## Contexto histórico
Depois de Napoleão derrotar a Prússia, o Czar Alexandre I decidiu confrontá-lo. O exército russo avançou para a Polônia.

## A batalha
Franceses e russos se encontraram na Polônia, que fora repartida entre Prússia, Áustria e Rússia, no fim de 1806. Com o tempo frio e chuvoso e o solo lamacento, nenhuma batalha foi travada. Os russos recuaram para o leste. Acostumado a lutar sob condições climáticas extremas, o exército russo retomou a iniciativa no ano seguinte, no auge do Inverno. Como sempre, Napoleão respondeu com um contra-ataque agressivo. Seus planos, no entanto, foram descobertos pelo general russo Benningsen, que decidiu tomar uma posição defensiva a leste do vilarejo de Preußisch Eylau, na Prússia Oriental. Ali, 80 mil russos, com 400 canhões, aguardavam 46 mil franceses e 300 peças de artilharia que rumavam para Eylau.
Na manhã do dia 8 de fevereiro, sob uma tempestade de neve a -15°C, os combates tiveram início. Napoleão confiou seu ataque ao flanco direito, comandado pelo eficiente Davout, enquanto Benningsen tentava cercar o lado esquerdo do exército francês. Às 10 horas, os Russos reagiram. Napoleão respondeu com a infantaria de Augereau, que, com a visibilidade prejudicada, foi massacrada pela artilharia. Bonaparte decidiu então solicitar o avanço de Murat com seus 10 mil cavaleiros. Começava uma das maiores cargas de cavalaria já registradas. Custou a vida de 1,5 mil cavaleiros franceses e 4 mil soldados russos. Às 15 horas, já sem reservas, Napoleão soube da chegada de 8 mil prussianos para socorrer os russos.
As tropas de Davout começaram a ser repelidas. Porém, ao cair da noite e com sete horas de atraso, 8 mil homens sob o comando do marechal Ney reforçaram os franceses, permitindo que Dvout retomasse a ofensiva. Vendo sua principal rota de retirada ameaçada, Benningsen ordenou a retirada dos russos. A batalha custou 20 mil homens aos franceses, mais de um terço do exército, e os russos perderam 30 mil.

## Consequência
A batalha foi uma verdadeira carnificina, mas não produziu resultado decisivo algum. A vitória esmagadora de Napoleão teria de esperar a primavera.